# John Adam

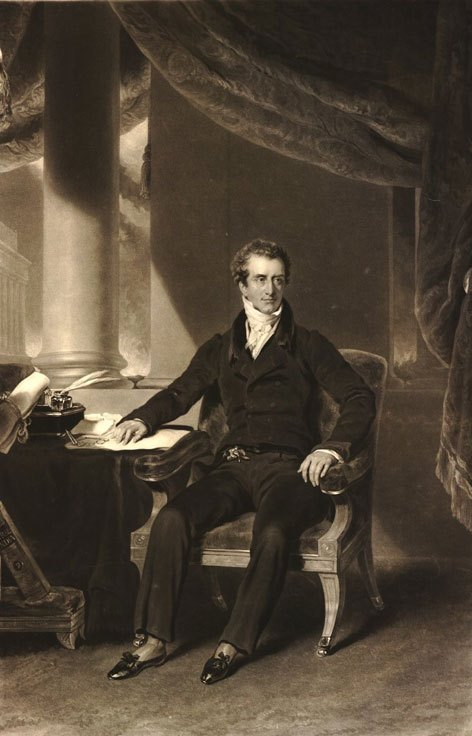
Grabado con la técnica a media tinta (mezzotinta) realizado por Charles Turner en 1829, grabador y dibujante inglés especializado en retratos, de John Adam, 1779-1825, estadista angloindio.

John Adam (1779 - 1825) fue un diplomático británico, administrador en la India, que sirvió desde enero hasta agosto de 1823 como Gobernador General de la Compañía Británica de las Indias Orientales, tras la destitución del anterior Gobernador, Lord Hastings y hasta la llegada de su sustituto, Lord Amherst.
- Datos: Q441081